# Марніц
Марніц (нім. Marnitz) — громада в Німеччині, розташована в землі Мекленбург-Передня Померанія. Входить до складу району Людвігслуст-Пархім. Складова частина об'єднання громад Ельденбург-Любц.
Площа — 30,95 км2. Населення становить Невірний параметр metadata 13 076 095 ос. (станом на 31 грудня 2020).

## Галерея

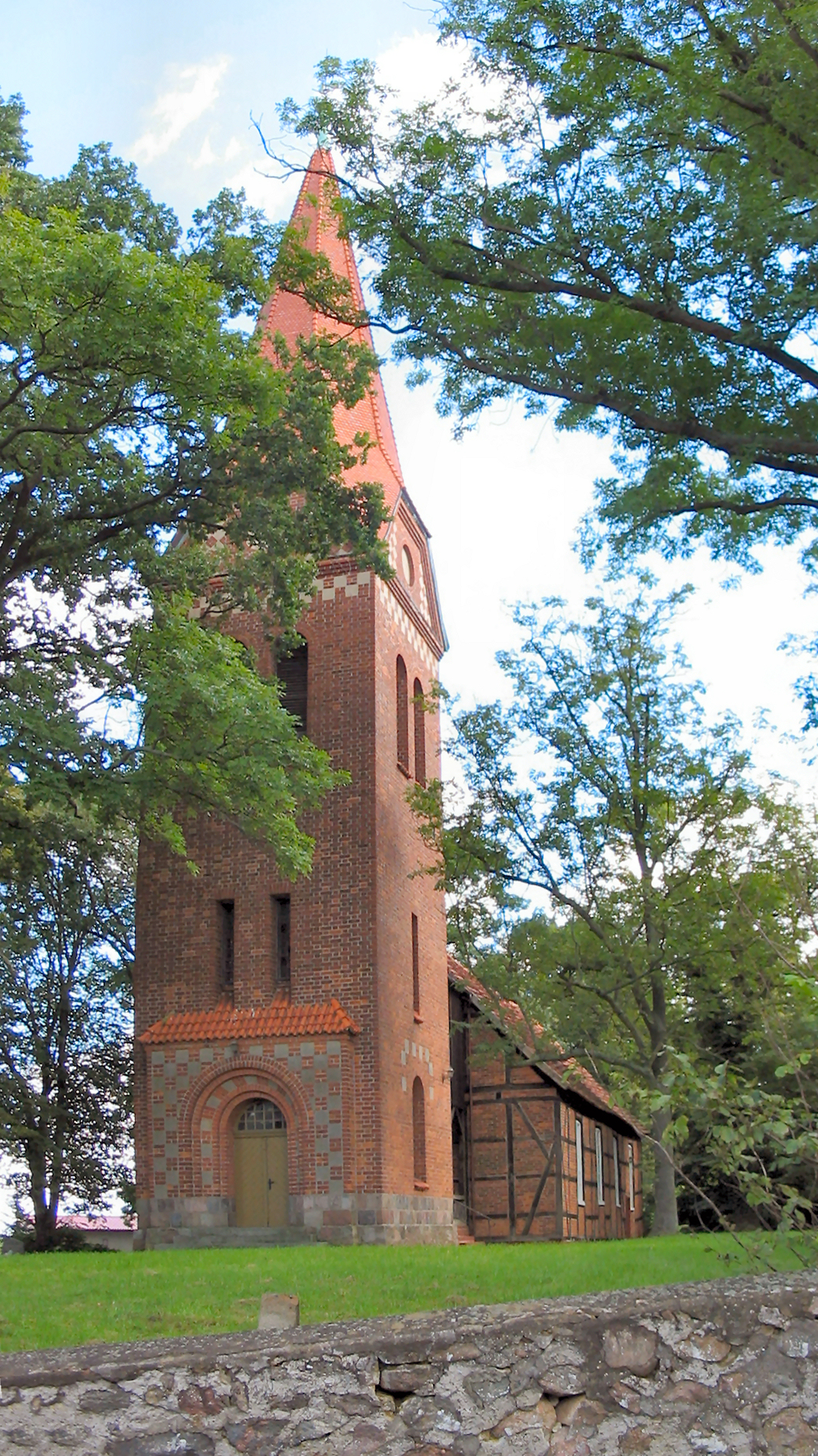
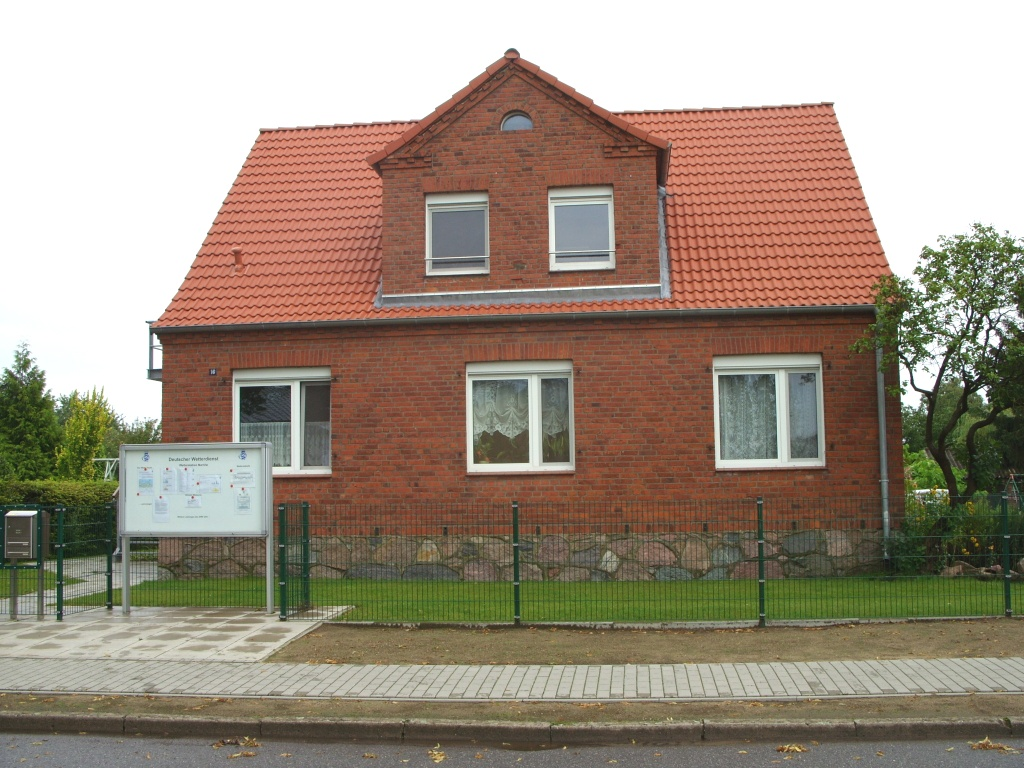